# New York Masala
Pour plus de détails, voir Fiche technique et Distribution.
New York Masala (कल हो ना हो, Kal Ho Naa Ho, litt. « demain sera ou ne sera pas ») est un film indien réalisé par Nikhil Advani et sorti en 2003 en Inde. Tourné à New York, la distribution est composée de Preity Zinta, Shahrukh Khan, Jaya Bachchan et de Saif Ali Khan. Le film a été produit et coécrit par le réalisateur Karan Johar, connu pour avoir réalisé des succès comme Kuch Kuch Hota Hai (1998) et La Famille indienne (2001). Il a valu à l'actrice principale, Preity Zinta, le Filmfare Award de la meilleure actrice en 2004.

## Synopsis
Pour Naina Catherine Kapur (Preity Zinta), jeune immigrante indienne vivant à New York, la vie n’est pas très gaie et ne l’a d’ailleurs jamais été, depuis la mort de son père. Entre les chamailleries constantes à l’intérieur de sa famille, originaire du Punjab et à moitié catholique, les attentions que nécessitent son petit frère et sa petite sœur, les sautes d’humeur de sa grand-mère et les ennuis financiers de sa mère (Jaya Bachchan) qu’elle tente d’aider comme elle peut, la jeune fille n’a pas de temps pour elle. Elle ne sort jamais et n’a pas l’occasion de se faire plaisir. Naina a presque 24 ans, c'est une jeune fille très sérieuse et elle est assez ennuyeuse. Elle a pour seuls amis Sweetu, la copine boulotte qui cherche désespérément le prince charmant et Rohit (Saif Ali Khan), le célibataire invétéré qui drague toutes celles qu'il rencontre. C’est alors qu’un jeune homme, Aman Mathur (Shahrukh Khan), vient s’installer dans le voisinage, ce qui fait l’effet d’un coup de vent venu du large. Il aide les gens à résoudre leurs problèmes et à faire face à leur existence déracinée et tous lui en sont reconnaissants. Il tente aussi d’aider Naina, mais la jeune fille s’irrite de ce qu’elle considère comme une intrusion dans sa vie privée…

## Fiche technique
- Titre français : New York Masala
- Titre original en hindi : कल हो ना हो
- Titre original : Kal Ho Naa Ho
- Réalisation : Nikhil Advani
- Scénario : Karan Johar
- Musique : Shankar Mahadevan, Loy Mendonsa et Ehsaan Noorani
- Parolier : Javed Akhtar
- Chorégraphie : Farah Khan
- Direction artistique : Sharmishta Roy
- Costumes : Manish Malhotra
- Photographie : Anil Mehta
- Montage : Sanjay Sankla
- Production : Karan Johar et Yash Johar
- Lieu de tournage : New York, Toronto et Inde
- Langue : hindi, anglais
- Pays d'origine : Inde
- Société de production : Dharma Productions
- Société de distribution : StudioCanal (2005), Yash Raj Films et Netflix (2003)
- Dates de sortie :

 Inde : 28 novembre 2003
 France : 27 avril 2005
- Format : Couleurs - 2.35 : 1 - 35 mm
- Genre : drame romantique
- Durée : 186 minutes

## Distribution
- Shahrukh Khan (VF : Patrick Béthune) : Aman Mathur
- Preity Zinta (VF : Véronique Desmadryl) : Naina Catherine Kapur
- Saif Ali Khan (VF : Patrick Mancini) : Rohit Patel, le meilleur ami de Naina
- Jaya Bachchan (VF : Martine Irzenski) : Jennifer Kapur ou Jenny pour les amis, la mère de Naina
- Sushma Seth (VF : Mireille Delcroix) : Lajjo Kapur ou Lajoji, la grand-mère paternelle de Naina
- Reema Lagoo (VF : Hélène Vanura) : la mère d’Aman
- Dara Singh : Chaddha uncle, le grand-père d'Aman
- Lillete Dubey (VF : Julie Kapour) : Jawinder « Jazz » Kapoor, sœur aînée de Sweetu
- Delnaaz Paul (VF : Odile Schmitt) : Jasprit « Sweetu » Kapoor, voisine et meilleure amie de Naina
- Shoma Anand : amie de Lajjo Kapur
- Kamini Khanna : amie de Lajjo Kapur
- Ketki Dave : la mère de Rohit
- Sulabha Arya : Kantabhen, la nourrice de Rohit
- Athit Naik (VF : Karl-Line Heller) : Shiv Kapur, le frère handicapé de Naina
- Jhanak Shukla (VF : Pauline De Meurville) : Gia Kapur, la sœur adoptive de Naina
- Simone Singh (VF : Cindy Tempez) : Camilla, une des conquêtes amoureuses de Rohit
- Anaita : Gita, une des conquêtes amoureuses de Rohit
- Sonali Bendre : Priya, médecin cardiologue à New-York qu'Aman rencontre fréquemment
- Kajol et Rani Mukerji : participation exceptionnelle sur la chorégraphie de Maahi Ve

## Musique
Le cd de la bande originale sort le 27 septembre 2003 sous le label Sony Music ; elle rencontre un vif succès populaire et remporte de nombreuses récompenses lors des cérémonies de prix indiennes.
Outre la reprise en hindî de Oh Pretty Woman de Roy Orbison par Shankar Mahadevan et la reprise de la chanson Chale Chalo du film Lagaan dans un tout autre contexte, cinq autres scènes chantées originales composées par Shankar Mahadevan, Loy Mendonsa et Ehsaan Noorani et écrite par Javed Akhtar rythment le film :
- It’s The Time To Disco - Vasundhara Das, Kay Kay, Shaan, Loy Mendonsa
- Kuch To Hua Hai - Alka Yagnik, Shaan
- Kal Ho Naa Ho - Sonu Nigam
- Maahi Ve - Sadhna Sargam, Sujata Bhattacharyan, Udit Narayan, Sonu Nigam, Shankar Mahadevan
- Kal Ho Naa Ho (Triste) - Alka Yagnik, Richa Sharma, Sonu Nigam

## Récompenses
- National Film Awards 2004
  - Meilleure musique : Shankar-Ehsaan-Loy
  - Meilleur chanteur de play-back : Sonu Nigam
- Filmfare Awards 2004
  - Meilleure actrice : Preity Zinta
  - Meilleur acteur dans un second rôle : Saif Ali Khan
  - Meilleure actrice dans un second rôle : Jaya Bachchan
  - Meilleure musique : Shankar-Ehsaan-Loy
  - Meilleures paroles : Javed Akhtar pour la chanson Kal Ho Naa Ho
  - Meilleure scène de l'année
  - Moto Look of the Year : Saif Ali Khan
- IIFA Awards 2004
  - Meilleur film
  - Meilleure actrice : Preity Zinta
  - Meilleur acteur dans un second rôle : Saif Ali Khan
  - Meilleure actrice dans un second rôle : Jaya Bachchan
  - Meilleure musique : Shankar-Ehsaan-Loy
  - Meilleures paroles : Javed Akhtar
  - Meilleur chanteur de play-back : Sonu Nigam
  - Meilleure histoire : Karan Johar
  - Meilleure musique d'accompagnement : Shankar-Ehsaan-Loy
  - Meilleure chorégraphie : Farah Khan
  - Meilleur directeur de la photographie : Anil Mehta

## Autour du film
- Kal Ho Naa Ho est la troisième collaboration entre Shahrukh Khan et Karan Johar. Ils travaillèrent ensemble pour Kuch Kuch Hota Hai et Kabhi Khushi Kabhie Gham. Mais cette fois-ci Karan Johar céda sa place de réalisateur à Nikhil Advani qui était metteur en scène associé sur les deux précédents films.

- Kal Ho Naa Ho fut présenté au Festival international du film de Berlin dans la section « Internationales Forum des jungen Films » ainsi qu’au Festival du film d'aventures de Valenciennes 2004 durant lequel il gagna le Prix du public.

- Karan Johar écrivit le script en pensant à Kareena Kapoor mais elle fut remplacée par Preity Zinta car elle demanda un cachet trop élevé.

- À la question : « Quel est le message du film en prenant en considération son titre très philosophique ? », le réalisateur Nikhil Advani répond : « Le film a plusieurs niveaux. Ce que le film essaye de dire, c’est qu’il vous faut arrêter de planifier et d'attendre que de grands projets se matérialisent. La vie se passe entre les projets que vous faites. Si vous ne vivez que pour une seule chose, vous manquerez tous les autres petits détails qui pourraient vous rendre heureux. C’est là que le personnage de Shahrukh Khan entre en jeu. Il fait comprendre ceci à toutes les personnes qui l’entourent. »